# Larians-et-Munans
Larians-et-Munans ist eine Gemeinde im französischen Département Haute-Saône in der Region Bourgogne-Franche-Comté.

## Geographie
Larians-et-Munans liegt auf einer Höhe von 240 m über dem Meeresspiegel, sechs Kilometer südsüdwestlich von Montbozon und etwa 23 Kilometer südlich der Stadt Vesoul (Luftlinie). Das Dorf erstreckt sich in leicht erhöhter Lage in einer Flussschlinge des Ognon, am Nordwestrand des Hügellandes, das sich zwischen den Flusstälern von Ognon und Doubs ausdehnt.
Die Fläche des 2,50 km² großen Gemeindegebiets umfasst einen Abschnitt des mittleren Ognon-Tals. Im Osten, Süden und Westen verläuft die Grenze entlang dem Ognon, der hier mit einem Bogen weit nach Süden ausgreift und durch eine ungefähr 500 bis 1000 Meter breite Niederung fließt. Vom Flusslauf erstreckt sich das Gemeindeareal nordwärts über die Alluvialebene, die durchschnittlich auf 235 m liegt, bis auf das angrenzende Plateau. Dieses besteht aus Kalkschichten der oberen Jurazeit, liegt auf rund 260 m und ist überwiegend mit Acker- und Wiesland bedeckt. Hier wird mit 273 m die höchste Erhebung von Larians-et-Munans erreicht.
Die Doppelgemeinde besteht aus den Ortsteilen Larians (in der Flussschleife des Ognon) und Munans (leicht erhöht nördlich der Talebene). Nachbargemeinden von Larians-et-Munans sind Loulans-Verchamp und Maussans im Norden, Ollans im Osten, Cendrey im Süden sowie Flagey-Rigney im Westen.

## Geschichte

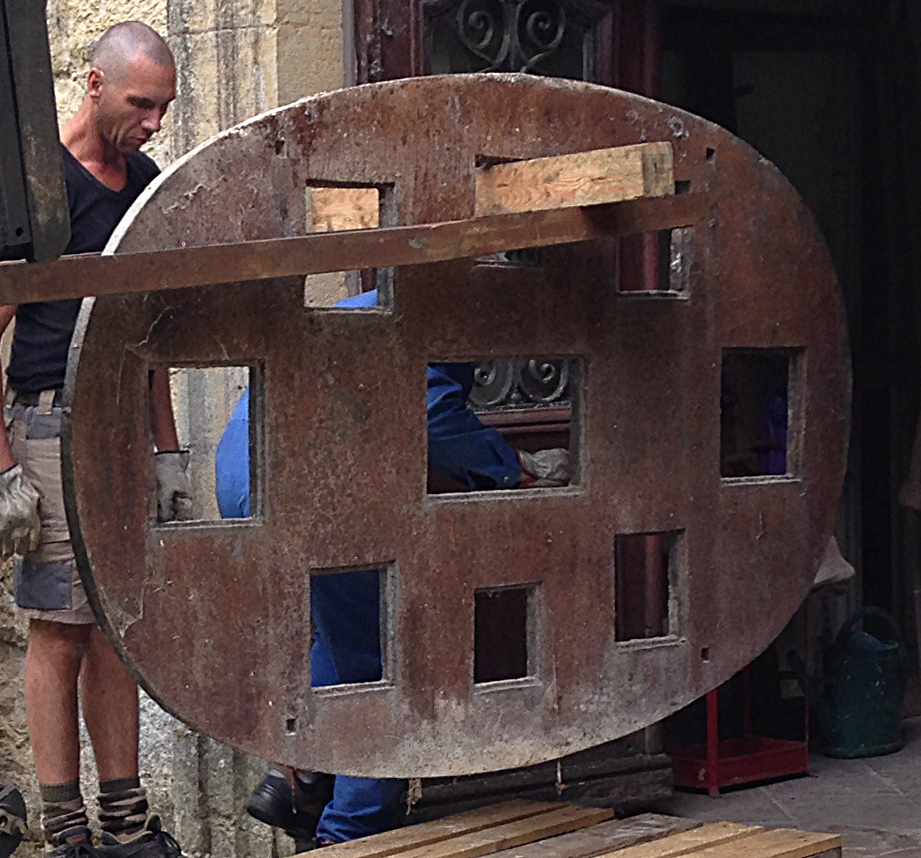
Produkt der Gießerei von Larians von 1787: Gusseisenplatte für einen großen Kochherd (Potager), hergestellt für das Zisterzienserkloster Bellevaux.

Erstmals urkundlich erwähnt wird Larians im Jahr 1187. Die Herkunft des Ortsnamens ist nicht eindeutig geklärt. Der Name könnte auf das keltische Wort lar (Flusskrümmung) oder auf den Personennamen Laderich zurückgehen. Im Mittelalter gehörte das Dorf zur Freigrafschaft Burgund und darin zum Gebiet des Bailliage d’Amont. Munans bildete darin eine eigene kleine Herrschaft. Zusammen mit der Franche-Comté gelangten Larians und Munans mit dem Frieden von Nimwegen 1678 definitiv an Frankreich.
Ende des 17. Jahrhunderts wurde bei Larians ein Hochofen in Betrieb genommen, der den Standort für das spätere Schmelzwerk begründete. Dieses diente im 18. Jahrhundert vor allem militärischen Zwecken (Herstellung von Kugeln und Kanonen). Seit der Zeit der Französischen Revolution bildeten Larians und Munans eine Doppelgemeinde. Der Hochofen stellte seinen Betrieb 1843 ein und wurde durch eine Gießerei ersetzt, die fortan hauptsächlich Öfen und Küchenartikel produzierte. Heute ist Larians-et-Munans Mitglied des Gemeindeverbandes Pays de Montbozon et du Chanois.

## Sehenswürdigkeiten

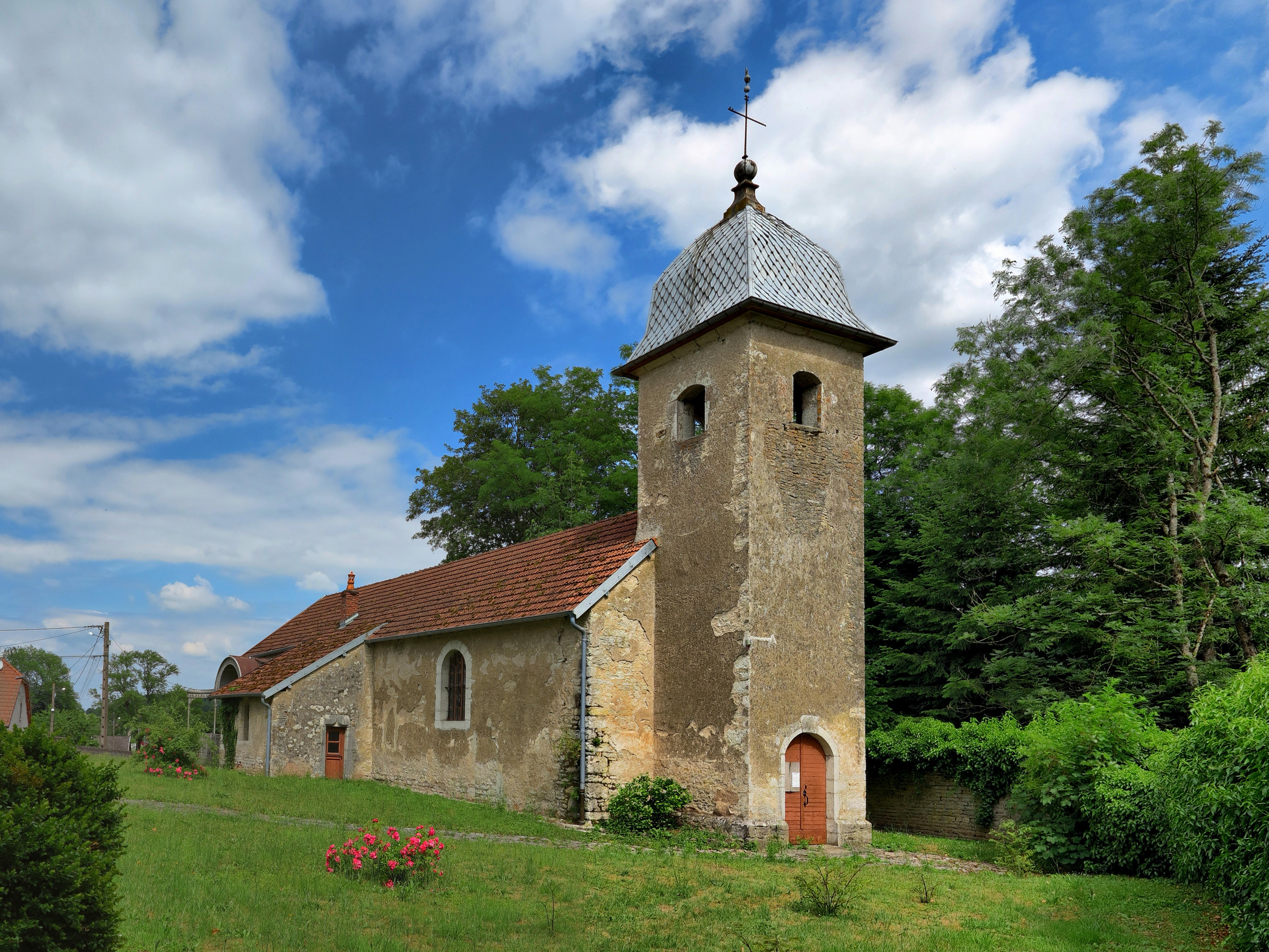
Kirche Mariä Himmelfahrt

Die Kirche Mariä Himmelfahrt in Larians ist mittelalterlichen Ursprungs, doch wurde sie mehrmals zerstört. Die heutige Bausubstanz stammt mit Ausnahme einer gotischen Seitenkapelle (15. Jahrhundert) aus dem 18. Jahrhundert. Zwei Industriellenvillen datieren aus dem 19. und frühen 20. Jahrhundert. In Munans steht ein Schloss, das im 17. und 18. Jahrhundert erbaut wurde und von zwei Türmen flankiert ist.

## Bevölkerung
| Jahr                       | 1962 | 1968 | 1975 | 1982 | 1990 | 1999 | 2006 |
| Einwohner                  | 217  | 195  | 195  | 255  | 206  | 194  | 252  |
| Quellen: Cassini und INSEE |      |      |      |      |      |      |      |

Mit 194 Einwohnern (1999) gehört Larians-et-Munans zu den kleinen Gemeinden des Départements Haute-Saône. Nachdem die Einwohnerzahl in der ersten Hälfte des 20. Jahrhunderts deutlich abgenommen hatte (1896 wurden noch 330 Personen gezählt), wurde um 1980 ein Bevölkerungswachstum verzeichnet. Seither hat sich die Einwohnerzahl jedoch wieder um fast 25 % verringert.

## Wirtschaft und Infrastruktur
Larians-et-Munans war schon früh ein bedeutender Standort der eisenverarbeitenden Industrie. Die Wasserkraft des Ognon wurde bereits seit dem 14. Jahrhundert für den Betrieb von Mühlen genutzt. Heute gibt es zwei Metallwerke sowie verschiedene Betriebe des lokalen Kleingewerbes und einige Landwirtschaftsbetriebe. Alljährlich findet im Sommer ein großes Sportfest statt.
Die Ortschaft liegt abseits der größeren Durchgangsachsen an einer Departementsstraße, die von Loulans-Verchamp nach Ollans führt. Eine weitere Straßenverbindung besteht mit Maussans.